# Arturo Brachetti

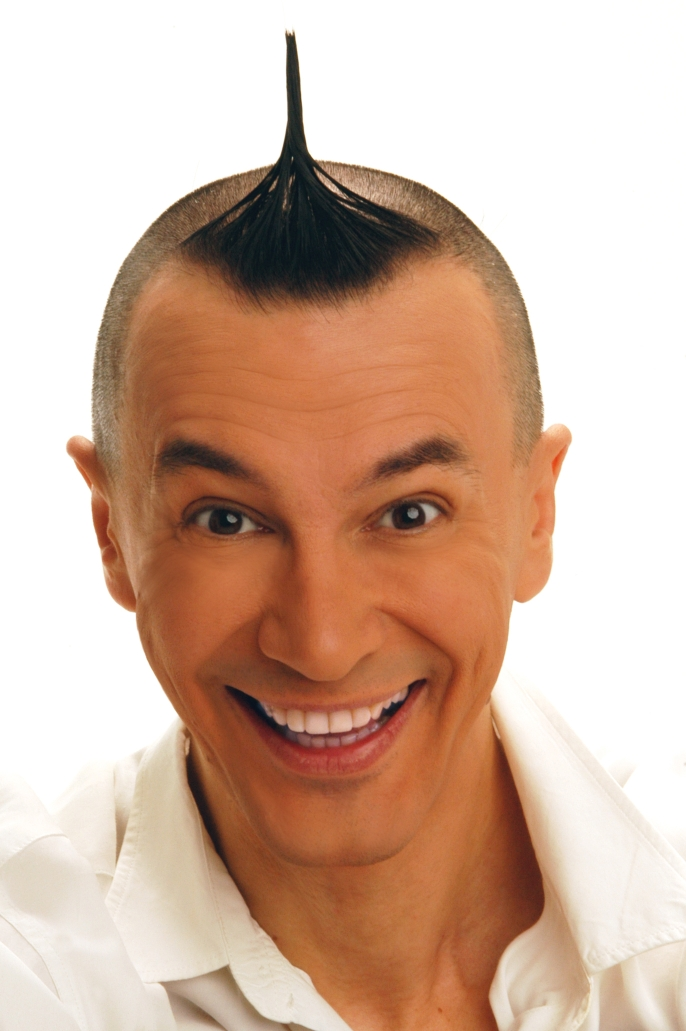
Arturo Brachetti

Arturo Brachetti (* 13. Oktober 1957 in Turin) ist ein italienischer Varietékünstler und Schauspieler.
Seit 2006 ist Arturo Brachetti als schnellster Verwandlungskünstler im Guinness-Buch der Rekorde verzeichnet. Die sekundenschnellen Kostümwechsel ermöglichen es ihm, innerhalb von zwei Stunden bis zu 80 verschiedene Personen darzustellen. Er erwarb sich einen Ruf vor allem als Verwandlungskünstler, Schauspieler, Zauberer sowie „chinesischer Schattenspieler“.

## Leben
Nachdem er als Kind vor allem mit Marionetten gespielt hatte, brachte ihn ein Pater auf der Klosterschule, die er besuchte, zur Zauberei. Im Alter von ca. 15 Jahren führte er dort seine erste Zaubervorstellung (Schnellverwandlung) vor. Arturo Brachettis Profikarriere begann 1978 in Frankreich am Pariser Cabaret „Paradis Latin“. Der Wiener Künstler André Heller engagierte ihn 1981 für die Hauptrolle in seinem poetischen Varieté „Flic Flac“, das eine Produktion der Wiener Festwochen war und ebenfalls in Deutschland Erfolg hatte. 1983–84 ging Brachetti nach England und trat am Londoner Piccadilly Theatre mit der Produktion „Y“ auf, die über ein Jahr lang lief. Für dieses Stück wurde er für den Swet Theaterpreis nominiert.
Im selben Jahr trat er in der Covent Garden Christmas Gala in Anwesenheit der britischen Königsfamilie auf. Nach Italien zurückgekehrt spielte er als ständiger Gast in zehn Folgen der RAI-Fernseh-Show „Al Paradise“ mit, in der Antonello Falqui Regie führte. Im Anschluss daran spielte er auf italienischen Theaterbühnen, wo er unter anderem mit „Varietà“, „M. Butterfly“ (u. a. mit Ugo Tognazzi), Igor Strawinskys „Histoire du Soldat“, „In Principio Arturo“, „Amami Arturo“, „Il Mistero dei Bastardi Assassini“ etc. erfolgreich war.
Zwischen seinen italienischen Tourneen kehrte er Anfang der 90er Jahre nach London zurück und trat dort am National Theatre in Tony Harrisons Produktion „Square Rounds“ auf. 1991 trat er als Intervall-Act beim Eurovision Song Contest 1991 in Rom auf. 1993 und 1994 folgte die Moderation von zwölf Folgen der Thames-Television-Show „The Best of Magic“, sowie die Präsentation der international übertragenen Fernseh-Show „A Night of Magic“ im Disneyland Paris. Seit 1994 führt Arturo Brachetti Regie in internationalen Shows, darunter Vorstellungen mit Aldo, Giovanni & Giacomo, Raul Cremona und Angelo Branduardi. In Deutschland zeigte er 1994 im Berliner Wintergarten Varieté das von ihm inszenierte Programm „Fantasissimo“. Im gleichen Zeitraum begann die Zusammenarbeit mit der italienischen Gruppe Compagnia Della Rancia und ihrem Leiter Saverio Marconi. Arturos Musical „Fregoli“ wurde als bestbesuchtes Stück der Saison (über 280.000 verkaufte Eintrittskarten) mit dem „Biglietto D’Oro“ ausgezeichnet. Weitere Erfolge waren „Brachetti in Technicolor“ und Shakespeares „Sommernachtstraum“. 1999 zeigte er seine neue Show „L'uomo dai 1000 volti“ unter der Regie von Serge Denoncourt in Montreal, Kanada auf dem Festival „Juste pour rire“. Die dreisprachige Show wurde aufgrund ihres großen Erfolges über den Sommer hinaus verlängert. Im Jahre 2000 gewann die Show den Kanadischen Olivier Award, im gleichen Jahr wurde Arturo Brachetti in Paris der Theaterpreis Molière verliehen.
Nach 700 ausverkauften Vorstellungen in Paris ging Brachetti mit der Show auf Welttournee. Weihnachten 2004 trat er in Paris im Élysée-Palast vor Präsident Jacques Chirac und seinen 600 Gästen auf. 2006 hatte Brachetti nach über 1000 Aufführungen mit seiner Show weltweit mehr als eine Million Karten verkauft.

## Tournee
Die Welttournee mit „L’uomo dai 1000 volti“ hat Arturo 2005 nach acht Jahren Abwesenheit wieder nach Italien zurückgebracht. Dort hatte die von Brachetti inszenierte Show „Anplagghed“ mit den italienischen Top-Komikern Aldo, Giovanni und Giacomo im Februar 2006 Premiere. Nach einer ausverkauften Tournee wurde das Stück verfilmt.